# Plymouth Concord
El Plymouth Concord es un automóvil de tamaño completo, que fue producido por Plymouth entre 1951 y 1952. Era el modelo menos costoso de Plymouth en su línea, y reemplazó al Deluxe.

## Modelos

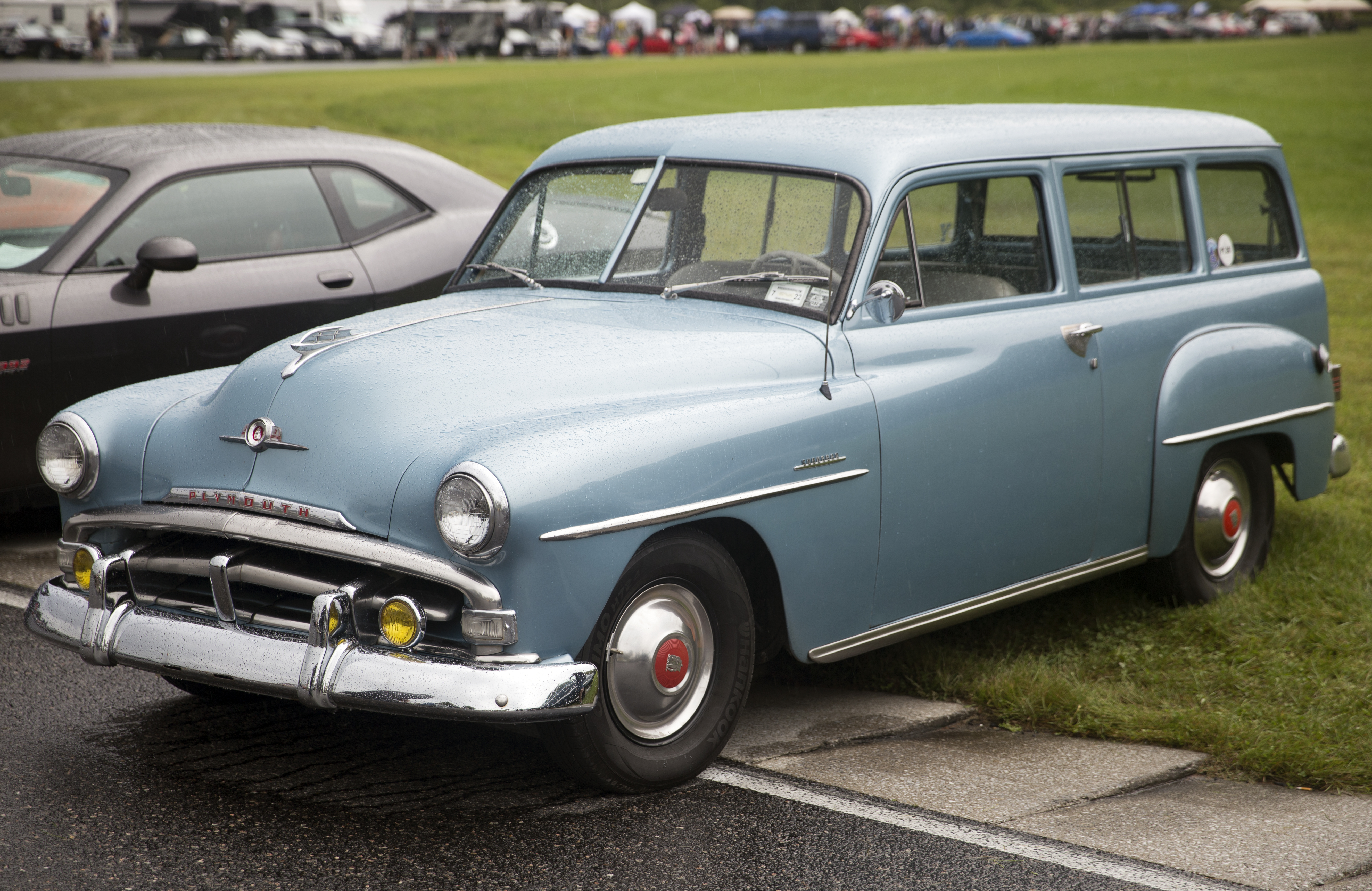
Plymouth Suburban de 1952

Esta línea de Plymouth se introdujo en 1951 cuando "las exigencias de la guerra casi eliminaron la producción de automóviles y restringieron el acceso a metales clave", circunstancia propiciada por la guerra de Corea. Los estilos de carrocería no cambiaron con respecto al año anterior, de forma que el Concord estuvo disponible en forma de un cupé comercial de tres pasajeros, un sedán fastback de dos puertas o un familiar Suburban también de dos puertas. La serie Concord estaba disponible en un nivel de equipamiento "Deluxe" simple. Para el nuevo familiar Suburban de dos puertas, estaba disponible un nivel de equipamiento Special Savoy adicional. Esta actualización incluyó mejor tapicería, reposabrazos, correas auxiliares, compartimentos de almacenamiento y molduras cromadas en la ventana exterior y la línea de cintura de la carrocería. El cupé comercial presentaba espacio de carga detrás del asiento delantero.
El modelo del año 1952 incluyó cambios menores en los emblemas, en el adorno de capó y en las placas de identificación, pero después de mediados de año, se agregó una overdrive accionada eléctricamente opcional (para velocidades superiores a 25 mph) para la transmisión manual (no había transmisión automática disponible).
La gama Concord se eliminó en 1953 y se reemplazó por el modelo Cambridge, con el nivel de equipamiento más bajo.

## Origen del nombre
Plymouth (Massachusetts), fue uno de los primeros asentamientos europeos en América del Norte y es una ciudad importante en el estado. Dos de las líneas de modelos de Plymouth en la década de 1950 recibieron el nombre de ciudades de Massachusetts: Cambridge y Concord.
El nombre "Concord" fue utilizado más tarde por American Motors Corporation (AMC) para su línea de automóviles compactos (véase 1978-83 AMC Concord).
El nombre fue resucitado por la división Chrysler después de que compró AMC en sus autos de tamaño completo (véase 1993-2004 Chrysler Concorde), aunque se deletreaba "Concorde.